# سنگ‌چشم‌کوکوی آبی
سنگ‌چشم‌کوکوی آبی (نام علمی: Cyanograucalus azureus) گونه‌ای از پرندگان خانوادهٔ کوکوسنگ‌چشمان است. از سیرالئون و لیبریا تا شرق و جنوب غرب جمهوری دموکراتیک کنگو یافت می‌شود. زیستگاه‌های طبیعی آن جنگل‌های خشک نیمه‌گرمسیری یا گرمسیری و جنگل‌های دشت نمناک نیمه‌گرمسیری یا گرمسیری است.
این گونه در گذشته در سرده Coracina قرار داشت. یک مطالعه تبارشناسی مولکولی که در سال ۲۰۱۰ منتشر شد نشان داد که سردهٔ Coracina غیرتک‌تباری است. در سازمان‌دهی مجدد حاصل برای ایجاد سرده‌های تک‌تباری، سنگ‌چشم‌کوکوی آبی تنها گونه‌ای است که در سردهٔ احیاشده سنگ‌چشم‌کوکوی آبی قرار می‌گیرد.